# Celypholauxania scutellata
Celypholauxania scutellata är en tvåvingeart som beskrevs av Friedrich Georg Hendel 1914. Celypholauxania scutellata ingår i släktet Celypholauxania och familjen lövflugor.
Artens utbredningsområde är Peru. Inga underarter finns listade i Catalogue of Life.